# Kokuba Kojiro
Kokuba Kojiro (sinh ngày 22 tháng 9 năm 2000) là một cầu thủ bóng đá người Nhật Bản.

## Sự nghiệp câu lạc bộ
Kokuba Kojiro hiện đang chơi cho FC Ryukyu.